# Raketvliegtuig

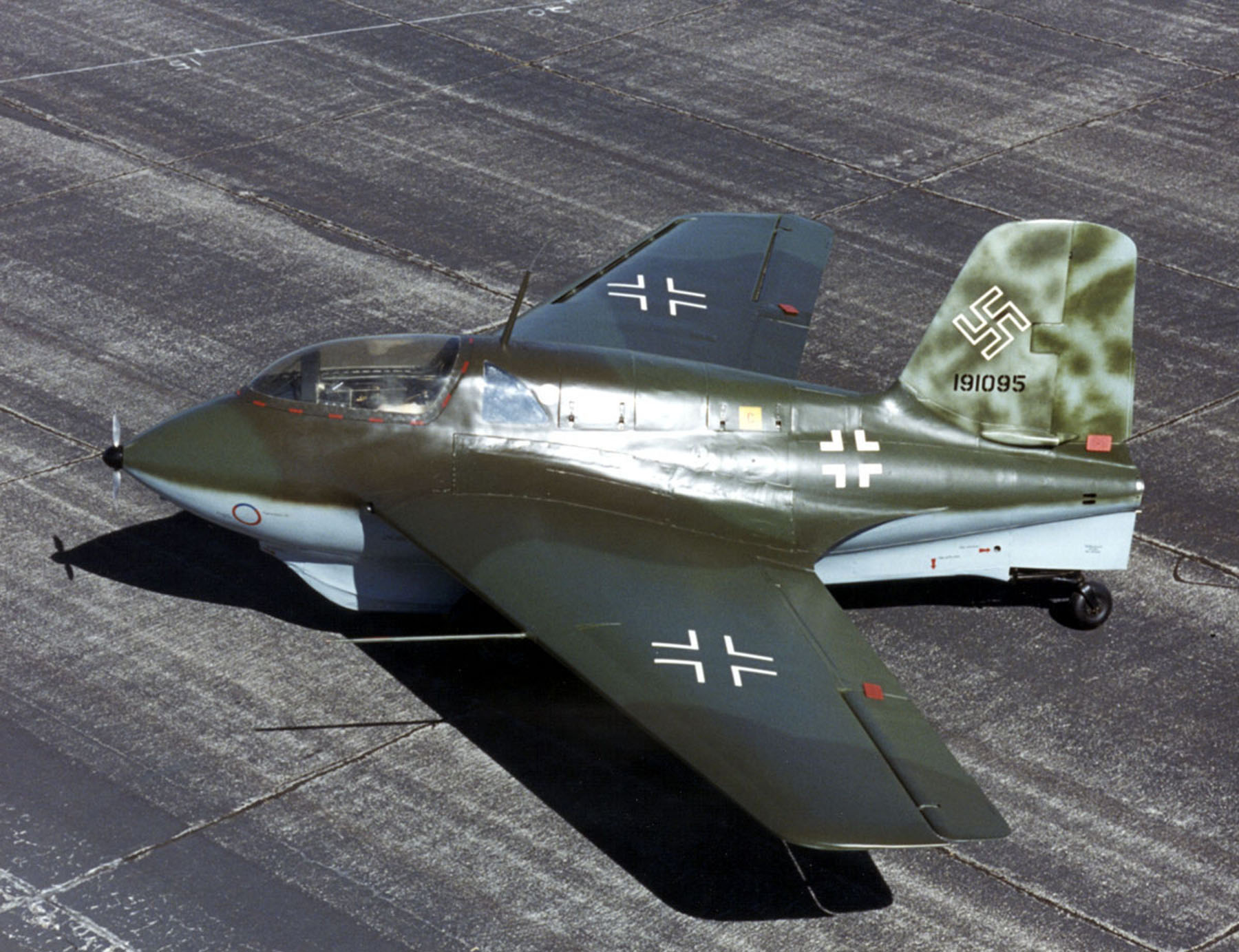
Een Messerschmitt Me 163-raketvliegtuig, in het bezit van National Museum van de USAF. De Me 163 werd in de Tweede Wereldoorlog door de Luftwaffe ingezet tegen geallieerde bommenwerpers

Een raketvliegtuig of raketaangedreven vliegtuig is een vliegtuig dat aangedreven wordt door een raketmotor. Een raketvliegtuig voert zelf zuurstof, of een zuurstofdragende stof mee waardoor de motor ook op grote hoogte kan werken.

## Geschiedenis
Het eerste raketvliegtuig was de Lippisch Ente van Dr. Alexander Lippisch in 1928. In de Tweede Wereldoorlog werd de Messerschmitt Me 163 door Duitsland gebruikt tegen geallieerde bommenwerpers. Hierbij werd de raketaandrijving gebruikt om in korte tijd vanaf de grond tot grote hoogte te kunnen klimmen.
Tijdens de Koude Oorlog werd in Groot-Brittannië de Saunders-Roe SR53 ontwikkeld. Het toestel werd ontworpen om Russische bommenwerpers ver van Groot-Brittannië te kunnen onderscheppen en was om die reden, vanwege de actieradius, ook uitgerust met een straalmotor. De ontwikkeling van dat toestel werd om economische redenen stopgezet. 
Raketvliegtuigen voor aerodynamisch onderzoek waren o.a. de Bell X-1, waarmee als eerste de geluidsbarrière werd doorbroken en de X-15, die mach 6 vloog.
Van recentere datum is SpaceShipOne van het bedrijf Scaled Composites, het eerste particulier gefinancierd ontwerp dat boven de 100 km grens steeg en hiermee in 2004 de Ansari X Prize won.
De ontwerpen van SpaceShipTwo en SpaceShip III van Virgin Galactic zijn sterk op SpaceShipOne geënt. Dit raketvliegtuig heeft eind 2018 een hoogte van 82 kilometer gehaald.
Stratolaunch ontwikkelt de Talon A, een onbemand hypersonisch raketvliegtuig om technieken en materialen mee te testen.